# Stadio Emilio Morrone
Lo stadio Emilio Morrone era un impianto sportivo di Cosenza, ubicato, a 251 metri s.l.m., in via Riccardo Misasi (già viale Roma). Nello stadio venivano disputati gli incontri interni calcistici del Cosenza.

## Storia
L'impianto venne inaugurato il 28 ottobre 1931 col nome di "Città di Cosenza", disputando una partita amichevole contro una rappresentativa mista del Napoli, battuta per 2-1. Dotato di tribune addossate al campo sui quattro lati del terreno di gioco, poteva contenere fino a 10.000 spettatori nel periodo della sua massima espansione. Nel 1953 lo stadio venne intitolato ad Emilio Morrone, portiere del Cosenza morto a Scalea all'età di 23 anni per un incidente di gioco durante una partita di Prima Categoria negli anni Quaranta. Nel 1964 lo stadio venne abbandonato e il Cosenza si trasferì nel nuovo stadio San Vito. Successivamente, nel 1981, l'impianto venne completamente demolito e ora, al suo posto, sorge un parco.